# Théo Hernandez
Theodor Hernandez (n. 6 octombrie 1997, Marsilia, Franța) este un fotbalist francez, care joacă pe post de fundaș lateral la Al-Hilal în Liga Profesionistă din Arabia Saudită. Pe plan internațional, are prezențe la națională pentru Franța, Franța U20⁠(d), Franța U19⁠(d) și Franța U18⁠(d). Theo este fratele fotbalistului francez Lucas Hernandez.

## Cariera pe echipe

### Atlético Madrid
Născut la Marsilia, Hernandez sa alăturat academiei lui Atlético Madrid în 2007, la vârsta de 9 ani. După ce a avansat la categoriile de tineret, a fost promovat cu echipa de rezerve în Tercera División în vara anului 2015.
La 3 februarie 2016, Hernandez și-a reînnoit contractul. Două zile mai târziu, a fost convocat cu prima echipă pentru un meci din La Liga împotriva lui Eibar din cauza accidentărilor, dar a rămas pe banca de rezerve în victoria cu 3-1 acasă.

### Alavés
La 4 august 2016, Hernandez și-a prelungit contractul până în 2021, fiind imediat împrumutat pentru un sezon echipei din La Liga, Deportivo Alavés. Și-a făcut debutul profesionist la sfârșitul lunii, începând cu un egal 0-0 acasă cu Sporting de Gijón.
Pe 16 octombrie 2016, Hernandez a primit un cartonaș roșu direct într-o remiză 1–1 pe teren propriu cu Málaga, după un atac dur asupra lui Ignacio Camacho. A marcat primul său gol profesionist pe 7 mai anului următor, înregistrând singurul gol al meciului într-o victorie pe teren propriu împotriva lui Athletic Bilbao.
Titular obișnuit pe parcursul echipei sale în Copa del Rey, Hernandez i-a ajutat să ajungă în finală pentru prima dată în istoria lor de 91 de ani. În finala din 27 mai 2017, a marcat egalarea printr-o lovitură liberă directă într-o eventuală înfrângere cu 1–3 împotriva lui Barcelona.

### Real Madrid

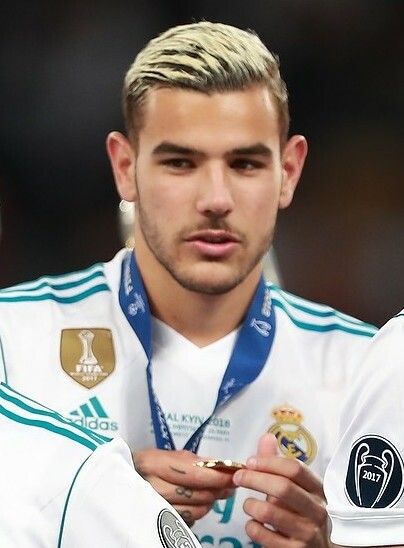
Hernandez sărbătorind cucerirea Ligii Campionilor din 2017-18 cu Real Madrid

La 5 iulie 2017, Hernandez a semnat un contract de șase ani cu Real Madrid, după ce i-au îndeplinit clauza de eliberare de 24 de milioane de euro. Și-a făcut debutul pe 16 august, înlocuindu-l pe Marco Asensio într-o victorie cu 2-0 pe teren propriu împotriva Barcelonei în Supercopa de España din acel an.
Hernandez a făcut trei apariții în timpul ediției de Liga Campionilor din 2017-18, ajutând clubul să câștige al treilea titlu consecutiv și al 13-lea în competiție. Pe 10 august 2018, a fost împrumutat la Real Sociedad.

### AC Milan
Pe 7 iulie 2019, Hernandez s-a alăturat clubului din Serie A, AC Milan, într-o afacere în valoare de maximum 20 de milioane de euro. Transferul a fost aprobat și efectuat de Paolo Maldini, care sa întâlnit cu el la Ibiza pentru a-l convinge să se alăture. Hernandez și-a făcut debutul pe 21 septembrie, jucând 18 minute în înfrângerea cu 2-0 împotriva lui Inter Milano în Derby della Madonnina. A marcat primul său gol pentru rossoneri pe 5 octombrie, ajutându-i pe oaspeți să întoarcă scorul pentru a câștiga cu 2-1 la Genoa. În primul său sezon la Milan a reușit să marcheze 7 goluri în toate competițiile și a oferit 3 pase decisive.

## Cariera la națională
Pe 26 aprilie 2018, Hernandez a primit primul său apel la echipa de seniori a Franței. Și-a făcut debutul pe 7 septembrie 2021 într-un meci de calificare la Cupa Mondială împotriva Finlandei, o victorie cu 2-0 acasă. A început și a jucat întregul meci. În octombrie 2021, înaintea semifinalelor Ligii Națiunilor UEFA împotriva Belgiei, Théo a primit pentru prima dată o convocare la echipa națională de la Didier Deschamps împreună cu fratele său Lucas; cei doi au fost ulterior plasați în formația 3–4–1–2 ca fundaș central stâng și, respectiv, fundaș lateral stâng, fiind prima dată când au jucat împreună într-un joc competitiv ca seniori. Pe 7 octombrie, a marcat golul victoriei cu 3–2 împotriva adversarului menționat mai sus, trimițându-și echipa în finală pentru prima dată în istoria turneului.
În noiembrie 2022, Hernandez a fost inclus în echipa finală a Franței pentru Campionatul Mondial de Fotbal 2022 din Qatar. Pe 14 decembrie, a marcat un gol într-o victorie cu 2-0 împotriva Marocului în semifinale.
În iunie 2024, a fost inclus în lotul Franței pentru UEFA Euro 2024 din Germania. În meciul lor din sferturile de finală împotriva Portugaliei din 5 iulie, a marcat lovitura de pedeapsă câștigătoare a loviturilor de departajare pentru a-și trimite țara în runda următoare.